# Chery Arrizo 3
La Chery Arrizo 3 è una autovettura berlina prodotta dal 2014 al 2020 dalla casa automobilistica cinese Chery Automobile.

## Descrizione
La Chery Arrizo 3 è stata anticipata dalla concept car Chery Arrizo Newbee presentata al salon di Guangzhou 2014, mentre la versione di serie ha debuttato sul mercato cinese il 28 novembre 2014.
A spingere l'Arrizo 3 c'è un propulsore a un quattro cilindri in linea aspirato da 1,5 litri da 122 CV, abbinato a un cambio manuale a 5 marce o in opzione ad un automatico a variazione continua CVT. L'Arrizo 3 andava a sostituire la Chery Fulwin 2, collocandosi sotto la berlina compatta Arrizo 5. 
Nel 2015 è stata sottoposta ai crash test dell'ente C-NCAP totalizzando 5 stelle.